# Grammodes linearis
Grammodes linearis là một loài bướm đêm trong họ Erebidae.